# Napalm (album)
Napalm – siódmy studyjny album amerykańskiego rapera Xzibita. Został wydany 9 października 2012 roku w Stanach Zjednoczonych. Płyta zawiera standardowo 17 premierowych utworów, wśród których wystąpili między innymi Game, Prodigy, Wiz Khalifa, E-40, Tha Alkaholiks, B-Real, czy King Tee. Za produkcję odpowiadali Rick Rock, Saukrates, Dr. Dre, David Banner czy Akon oraz Illmind. W celu promocji wydano singel "Up Out the Way", do którego powstaje teledysk. 9 września opublikowano wideo do utworu "Napalm", którego ujęcia były realizowane w Iraku. W piosence "1983" gościnnie wystąpiła matka rapera - Trena Joiner.

## Lista utworów
Źródło.
1. "State of Hip-Hop Vs. Xzibit"
2. "Everything"
3. "Dos Equise" (gościnnie Game & RBX)
4. "Something More" (gościnnie Prodigy)
5. "Gangsta Gangsta"
6. "Forever a G" (gościnnie Wiz Khalifa)
7. "1983" (gościnnie Trena Joiner)
8. "Stand Tall" (gościnnie Slim the Mobster)
9. "Spread It Out"
10. "Up Out the Way" (gościnnie E-40)
11. "Napalm"
12. "Meaning of Life"
13. "Louis XIII" (gościnnie King Tee & Tha Alkaholiks)
14. "Enjoy the Night" (gościnnie David Banner, Wiz Khalifa & Brevi)
15. "Movie" (gościnnie Game, Crooked I, Slim the Mobster & Young De)
16. "I Came to Kill"
17. "Killer's Remorse" (gościnnie Bishop Lamont, Young De & B-Real)

## Daty wydań
| Kraj              | Data                 | Format(y)            | Wydawca                     |
| ----------------- | -------------------- | -------------------- | --------------------------- |
| Niemcy            | 5 października, 2012 | CD, digital download | Open Bar Entertainment, EMI |
| Włochy            | 5 października, 2012 | CD, digital download | Open Bar Entertainment, EMI |
| Stany Zjednoczone | 9 października, 2012 | CD, digital download | Open Bar Entertainment, EMI |